# Alejandro Bedoya
Alejandro Bedoya (Englewood, 29 de abril de 1987) é um futebolista estadunidense que atua como meio-campo. Atualmente, joga pelo Philadelphia Union, da Major League Soccer.

## Carreira
Alejandro Bedoya fez parte do elenco da Seleção Estadunidense de Futebol da Copa América de 2016.

## Títulos
Seleção Estadunidense
- Copa Ouro da CONCACAF: 2013 e 2017